# Kamienica przy Rynku 18 w Tarnowskich Górach
Kamienica przy Rynku 18 w Tarnowskich Górach – kamienica wybudowana najprawdopodobniej w XVI wieku (lub w XVII wieku), znajdująca się pod numerem 18 przy Rynku w Tarnowskich Górach, wpisana do rejestru zabytków nieruchomych województwa śląskiego  .
Budynek należy do zespołu kamienic podcieniowych, które znajdują się w południowej części zachodniej pierzei tarnogórskiego Rynku oraz przy początkowym odcinku ulicy Gliwickiej. Pierwszym znanym z nazwiska właścicielem kamienicy był Bernard Bordolo, budowniczy miejski, który prawdopodobnie zaprojektował nadbudowę obiektu o drugie piętro na początku XVIII wieku, co spowodowało spór z właścicielką sąsiedniej kamienicy. Na początku XX wieku w budynku mieściła się gorzelnia, karczma i skład papierosów Ruttkowskiego.
Budynek mimo XVIII-wiecznej przebudowy zachował oryginalne sklepienia – krzyżowo-kolebkowe, kolebkowe, krzyżowe i żaglaste – zachowały się także drzwi klepkowe z XVIII–XIX wieku.

## Historia

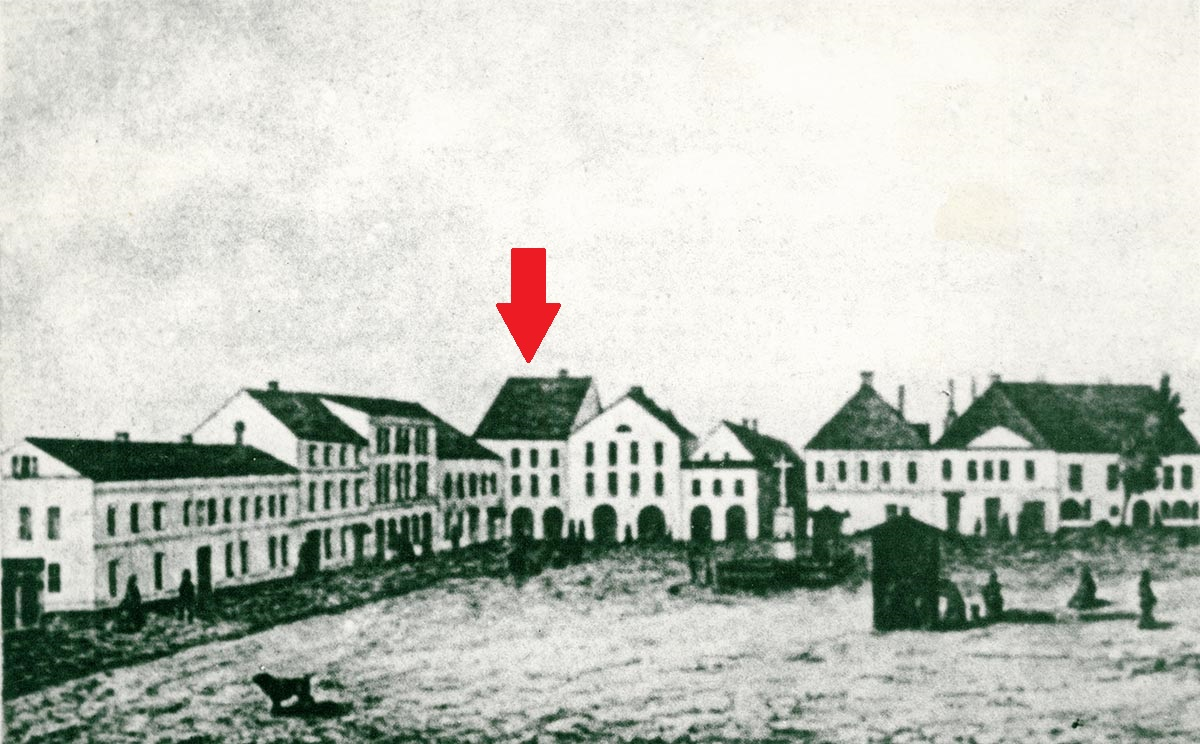
Południowa i zachodnia pierzeja tarnogórskiego rynku ok. 1860–1870. Dom pod numerem 18 oznaczony czerwoną strzałką

Budynek znajduje się w południowej części zachodniej pierzei tarnogórskiego Rynku. Podobnie jak sąsiednie budynki, wybudowany został w II połowie XVI wieku (choć jedno źródło podaje wiek XVII) i należy do zespołu kamienic podcieniowych, który obejmuje budynki przy ul. Gliwickiej 1, 3 i 5 oraz przy Rynku 18 i 17 (budynek północny i południowy), a kiedyś także 16 i 15.
Nie jest znany inwestor, architekt, budowniczy, ani nawet dokładna data wzniesienia kamienicy. Poczet jej właścicieli zaczyna się w 1674 roku, kiedy Bernard Bordolo opłacił w miejsce Susanny Krolowej Quartalny a Straßny pieniedz (podatek od kwartałów i ulic). Zdaniem Marka Wojcika, można domniemywać, iż Bordolo nabył od wdowy Krolowej ów dom, zapewniając jej jednocześnie dożywotnie w nim zamieszkiwanie. Bordolo na przestrzeni lat pełnił w mieście liczne funkcje, był m.in. miejskim leśniczym, radnym (w latach 1692–1735, z przerwami), kasjerem miejskim, burmistrzem (w latach 1707–1714), a także pierwszym znanym z nazwiska budowniczym miejskim (w latach 1705–1734, z krótkimi przerwami).

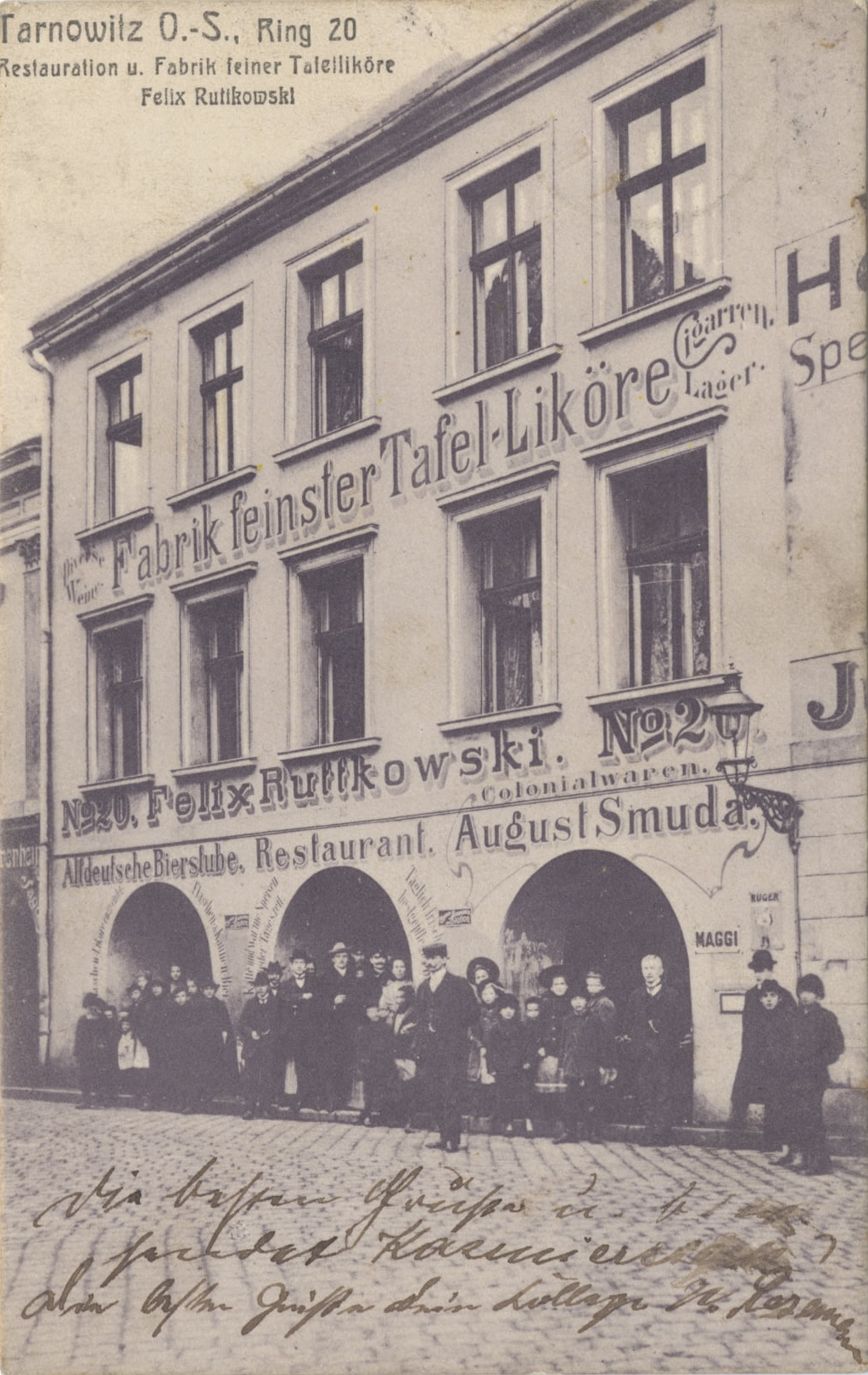
Kamienica na starej pocztówce z lat 1909–1914

Budynek pierwotnie był jednopiętrowy, zaś prawdopodobnie w 1703 roku został podwyższony o drugie piętro, co wywołało protest właścicielki sąsiedniej kamienicy, Magdaleny Miedonowej, rozstrzygnięty na drodze sądowej (sąd postanowieniem z 21 października 1704 roku nie przyznał skarżącej racji). Autorem projektu nadbudowy kamienicy najpewniej był sam Bordolo. Od tego czasu ogólna bryła budynku nie zmieniła się aż do dziś.
Dom był jednym z budynków, które spłonęły w pożarze miasta w 1746 roku i pojawia się w spisie spalonych budynków z tego roku. Wówczas jego właścicielem był Johann Galli, kupiec z Gliwic.
Pierwszy kataster, w którym pojawia się budynek, którego obecny adres to Rynek 18, pochodzi z 1765 roku. Wówczas kamienica była własnością kupca Johanna Corthona i miała numer 23. W latach 1800–1811 jej właścicielem był Joseph Sobczik, członek bractwa strzeleckiego. W katastrze oraz na planach miasta z tego okresu budynek ma numer 21. Po śmierci Sobczika dom należał do jego spadkobierców, spośród których w 1853 roku z imienia i nazwiska wymieniono Ignatza Sobtzika. Kolejne pewne informacje o właścicielach budynku pochodzą z 1872 roku. Kamienica należała wówczas do restauratora Josepha Johanna Sobtzika, który zamieszkiwał w niej wraz ze swoją żoną i czterema córkami oraz służącą, a oprócz nich mieszkało tu jeszcze pięć innych rodzin – łącznie 20 osób.
Wartość budynku w latach 1746–1800 nie ulegała znaczącym zmianom. W 1746 roku wyniosła 560 talarów, w 1765 – 592 talary, a w 1800 roku – 590 talarów.
W 1904 roku dom należał do kupca Juliusa Nowaka z Bytomia, a od co najmniej 1909 roku właścicielem był Felix Ruttkowski, który prowadził w nim gorzelnię, karczmę i skład papierosów. W 1941 roku interes prowadziła już Agnes Ruttkowski.
15 kwietnia 1966 roku budynek wpisano do rejestru zabytków .
Współcześnie w kamienicy mieści się m.in. restauracja Akira Sushi oraz salonik Ruchu.

## Architektura

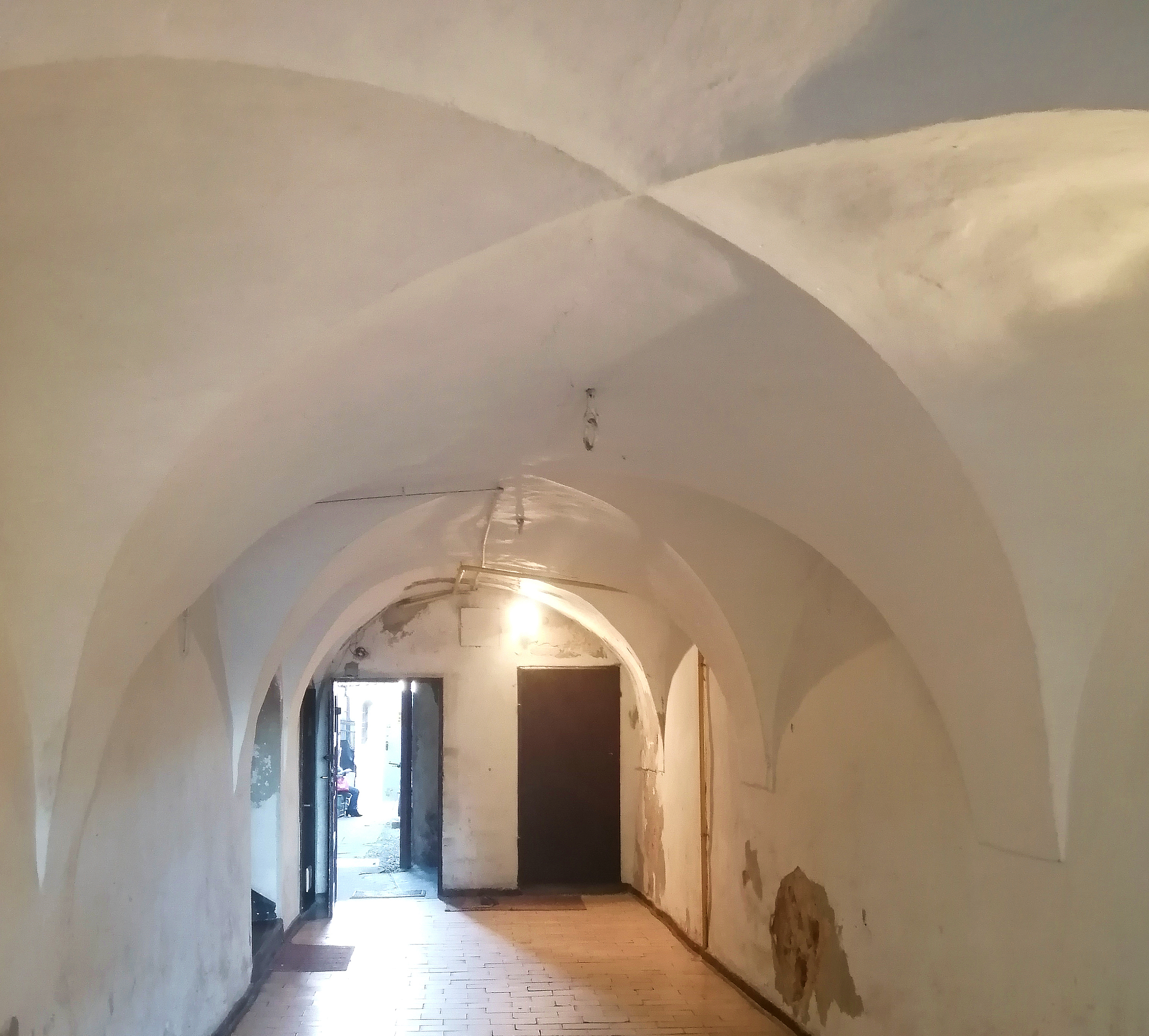
Sklepienie w sieni kamienicy

Kamienica pod numerem 18 przy tarnogórskim Rynku jest wzniesiona na rzucie prostokąta, trójkondygnacyjna, kryta dwuspadowym dachem z kalenicą równoległą do pierzei rynku. Elewacja obiektu jest pięcioosiowa, z podcieniem otwartym trzema arkadami na parterze.
Budynek pomimo XVIII-wiecznej przebudowy ma – obok Domu Sedlaczka – jedne z najlepiej zachowanych wnętrz. Na parterze zachowały się oryginalne sklepienia: krzyżowo-kolebkowe w sieni i pomieszczeniu na lewo od niej oraz kolebkowe z lunetą na prawo od sieni. Klatka schodowa jest sklepiona kolebką o łuku segmentowym, nad spocznikami – sklepiona krzyżowo, natomiast schody na II piętrze są częściowo sklepione kolebkowo. Na pierwszym piętrze znajduje się szeroka sień nakryta sklepieniem kolebkowym z lunetami, zaś w dwóch pomieszczeniach znajduje się sklepienie żaglaste na gurtach, cztero- i dwuprzęsłowe.
W wejściu do sieni zachowały się drzwi klepkowe z XVIII–XIX wieku.